# جفاف الساحل 2012

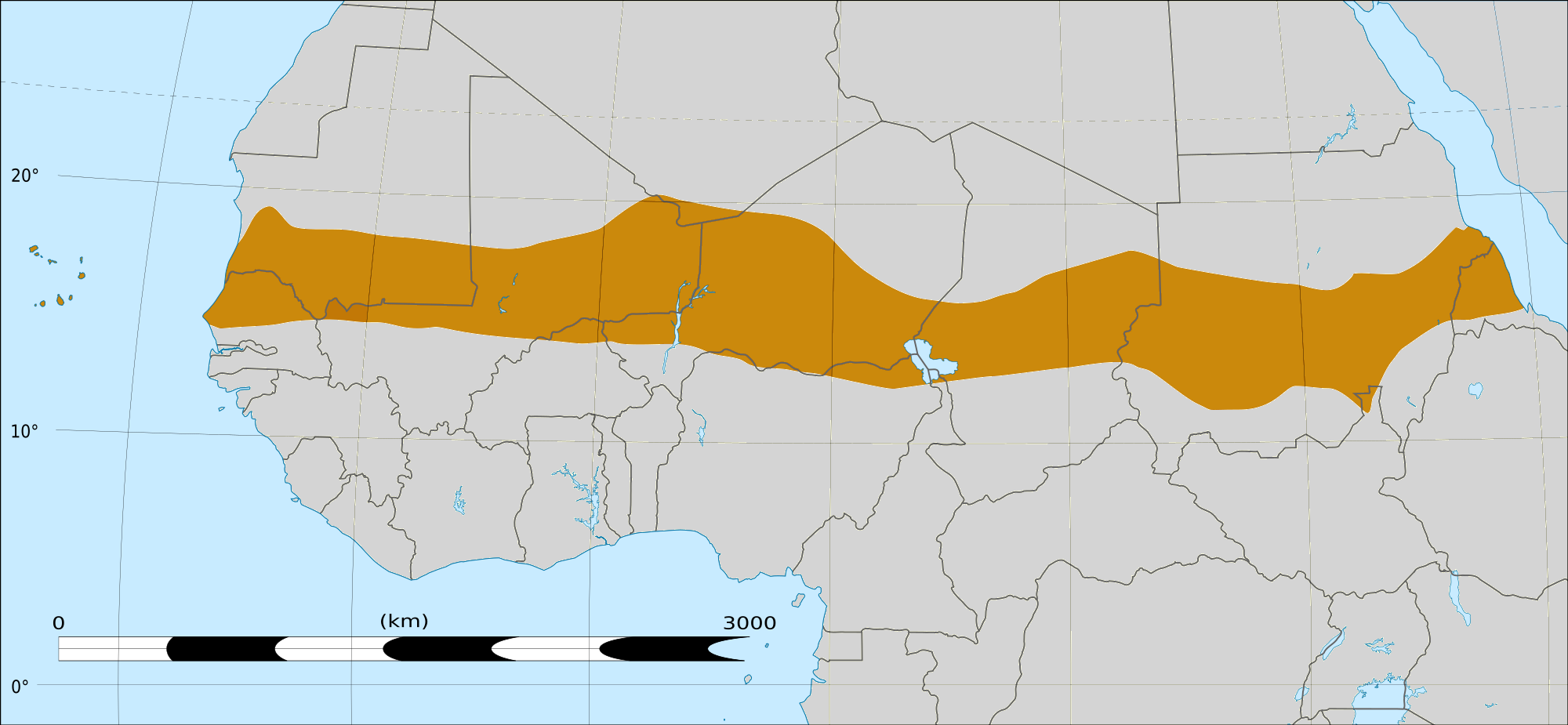
منطقة الساحل هي حزام يبلغ طوله حوالي الف كيلومتر ما بين البحر الأحمر والمحيط الأطلسي

الجفاف في منطقة الساحل لسنة 2012 هو جفاف ضرب المنطقة عقب شح الأمطار الذي عانت منه المنطقة في العام الذي سبقه.
في مايو 2012، حذرت مسؤولة الشؤون الإنسانية في الأمم المتحدة فاليرى أموس (Valerie Amos) من أن نحو 18 مليون شخص يواجهون المجاعة في ثماني دول في غرب إفريقيا بما في ذلك منطقة الساحل. وتُعزى أسباب حدوث المجاعة في هذه المنطقة إلى قلة سقوط الأمطار وانتشار الحشرات المسببة للأمراض وارتفاع أسعار المواد الغذائية والنزاعات والجفاف.
وقد شهدت موريتانيا وتشاد تراجعًا في غلة المحاصيل بلغ أكثر من 50% مقارنة بعام 2011. ويشهد الاحتياطي من المواد الغذائية في المناطق المتضررة انخفاضًا كبيرًا بالتزامن مع ارتفاع أسعار القمح بنسبة تتراوح ما بين 60 و85% مقارنة بمعدلاتها على مدى السنوات الخمس الماضية. وفي تشاد وحدها، تؤثر هذه الأزمة في الغذاء على نحو 3.6 ملايين شخص.

## وصلات خارجية
- Oxfam 2012, Food Crisis in Sahel
- Thomson Reuters Alertnet 2012, Coming weeks critical to tackle Sahel hunger – U.N. humanitarian chief
- The Guardians Poverty Matters Blog May 2012, Baaba Maal: people in the Sahel region need food and water now
- ABC News, May 2012, UN: 18 Million in West Africa to Go Hungry in 2012
- CNN, June 2012, A distress call from Africa's Sahel: Millions might starve